# Irsta kyrka
Irsta kyrka är en kyrkobyggnad i Irsta i Västerås stift. Den är församlingskyrka i Kungsåra församling i Västerås pastorat.
De äldsta, västra delarna av kyrkan är från 1200-talet, men kyrkan fick i stort sett sin nuvarande storlek under de följande två århundradena. Den karaktäristiska tornspiran som är inspirerar av Västerås domkyrkas tillkom på 1700-talet, då även Carl Cronstedt på Gäddeholm byggde ett gravkor i öst. Kyrkorummet är präglat av flera senare omgestaltningar, den senaste skedde på 1970-talet.
Kyrkan har bland annat svårt skadade kalkmålningar från 1400-talet och ett altarskåp från samma århundrade med en unik kröningsscen.

## Historia

### Den första kyrkan
Väster om den nuvarande kyrkogården finns en fornlämning som kallas ”Gamla kyrkjogården", där det enligt en äldre, obekräftad uppgift ska ha legat en äldre föregångare till den nuvarande kyrkan. Den nuvarande kyrkan byggdes på 1200-talet. En bevarad dopfunt från omkring 1200 antyder att kyrkan tillkom i början av 1200-talet, medan Kol-14-dateringar på begravda antyder att det skedde först under andra halvan av århundradet.
Den ursprungliga kyrkan bestod av de västra delarna av nuvarande kyrka och var 15,4 meter lång. Den hade en romansk arkitektur med ett mindre kor i öst och små rundbågiga fönster. Den nedre delen av det kraftiga tornet är även det ursprungligt.

### Utbyggnad och valvslagning
På 1300-talet revs det tidigare, smala koret och genom en utbyggnad mot öst med 11,4 meter fick kyrkan form av en gotisk salskyrka med större spetsbågiga fönster. I norr tillbyggdes en sakristia. En än i dag bevarad dörr med rikt smide sattes då in i långhusets södra port.
I mitten av 1400-talet slogs fyra stjärnvalv över kyrkorrummet och därefter fick både valv och väggar kalkmålningar. Det bör ha skett ganska snart efter valvslagningen, eftersom de viktigaste motiven målades al fresco, på våt puts. I slutet av 1400-talet tillkom också det nuvarande vapenhuset. Under det finns rester efter en tidigare utbyggnad som har tolkats som ett äldre vapenhus, men som inte har blivit närmare daterat.

### 1600- och 1700-talens förändringar
Tornets överdel bestod i början av 1600-talet av ett ”träwärk”, med dess utseende är inte känt. Under 1600-talet förstärktes och höjdes tornet, delvis betalat av landshövding Nils Posse på Gäddeholm, inför resandet av en ny spira, vilket skedde 1672. Den byggdes av tornbyggare Lars Lejon och hade en åttakantig form, och högst upp ett kors i koppar och en tupp. Romfartuna kyrkas liknande spira från samma tid är bevarad.
Under slutet av 1740-talet skedde flera förändringar med kyrkan, bland annat på initiativ av Carl Cronstedt. Utöver byggandet av gravkoret till sig och sin familj låg han bakom att västporten till långhuset genom tornet togs upp. Han ansåg att den södra portalen var för trång och att den var ”swår at i någon wådlig händesle at komma hastigt ut igenom”. Samtidigt tog man upp större fönster och vitlimmade kyrkorummet, varpå de medeltida målningarna blev överkalkade. Korfönstret, som ursprungligen varit större, murades om till den nuvarande runda formen på grund av bygget av gravkoret. Fram till dess hade kyrkklockorna hängt i en klockstapel men de flyttades vid den här tiden till tornet samtidigt som stapeln revs.
Den äldre tornspiran ska ha blåst ner under en svår storm och blev ersatt av den nuvarande, obeliskformade spira som uppfördes under början av 1780-talet. Som förebild har man troligtvis använt spiran på Västerås domkyrka, uppförd på 1690-talet efter ritningar av Nicodemus Tessin den yngre och spiran på Ängsö kyrka, uppförd på 1740-talet efter ritningar av Carl Hårleman. Irstas tornspira uppfördes av slottsbyggmästare Adolf Ulrik Kirstein.
I slutet av samma årtionde byggdes också taket om och fick sitt nuvarande Mansardtak. Långhusets takkonstruktion förändrades vid denna tidpunkt, men innehåller återanvända senmedeltida virkesdelar. I vapenhuset och sakristian finns senmedeltida takstolar.
Några år in på 1800-talet fick fönstren på långhusets södra sida sin nuvarande storlek och nya rutor sattes in. Fönstret över portalen i väst höggs också upp.

### Kyrkan får sitt nuvarande utseende
1905 genomfördes en stor restaurering och omgestaltning av kyrkan, ritad av arkitekt Agi Lindegren. På väggar och valv slogs tjocka lager med puts för att jämna till dess struktur. Sedan dekormålades valvribbor, pelare och väggar. Korfönstret förstorades och fick sin nuvarande glasmålning i klara färger. Golven i kyrkorummet byttes ut, det i koret sänktes samtidigt och de gravhällar som tidigare legat i golvet lyftes upp och sattes i väggarna. Även de tidigare slutna bänkarna ersattes med nya öppna.
1972 var det åter dags för en omfattande restaurering av fasaderna och kyrkorummet, under ledning av arkitekt Per Bohlin. Interiören fick ett nytt utseende, då kalkmålningarna på norra väggen togs fram och restaurerades, golven i vapenhus, kor och tornrum höjdes och byttes ut, bänkarna byggdes och målades om och altarets och predikstolens ursprungliga färger i grönt och gult respektive vitt och guld återställdes. Sakristian fick samtidigt en utbyggnad och genomgången mellan kor och gravkor sattes igen.

## Kyrkobyggnaden
Irsta kyrka är en salkyrka med ett kraftigt torn i väst med obeliskformad spira, sakristia i norr och vapenhus i söder. Omfattningarna runt portar och fönster är tillverkade i tegel, men i övrigt är väggarna murade i gråsten. Kyrkans södra sida har tre stora rundbågiga fönster medan norra sidan saknar fönster. Ett runt fönster med glasmålning finns över altaret i öst och ett halvrunt över porten i väst. Öster om sydportalen finns sedan en renovering 1970 ett av de ursprungliga fönstren frilagda.
Långhuset, i ett skepp, är täckt med fyra stjärnvalv i tegel, varav det största är över koret. Över tornrummet och sakristian finns kryssvalv. På norra väggen finns bevarade fragment av kalkmålningar från 1400-talet och på den södra yngre målningar från början av 1900-talet. Det finns ingen orgelläktare, så orgeln står direkt på golvet i bakre delen av kyrkan. En stor del av inredningen har tillkommit under 1900-talet, även om det finns en del äldre inslag, såsom altartavlan och predikstolen. Golven i mittgången och i sakristian är tillverkade i tegel från ett tegelbruk vid Gäddeholm, som låg i socknen. I koret står en sarkofag i röd kalksten från 1660-talet till minne av Nils Posse och Carin Ribbing, bekostad av Nils brors sonson, Nils Posse på Gäddeholm.

### Det cronstedtska gravkoret
I slutet av 1740-talet uppförde Carl Cronstedt, som innehade fideikommisset Gäddeholm, ett kvadratiskt gravkor till sig och sin familj på kyrkans östra gavel. Till skillnad från resten av kyrkan har den murar av tegel och fönsteromfattningar och sockel tillverkade i sandsten. 1926, i samband med att koret överlämnades till församlingen, omvandlades det till ett begravningskapell.
År 2021 återöppnades rummet som kapell för allmänt bruk. Det är fyllt med släktminnen från Geddeholm, samt äldre inventarier från kyrkorummet. Till exempel finns ett antipendium ritat av Gunnar G:son Wennerberg, broderat av Elin Lewenhaupt, född Wennerberg, från Geddeholm.

## Kalkmålningar
De medeltida kalkmålningarna från mitten av 1400-talet överkalkades på 1740-talet men man fann spår efter dem i samband med den större renoveringen 1905. De undersöktes, men församlingen ville inte bekosta en restaurering, utan ansökte om att få överkalka dem på nytt, vilket man också gjorde. Väggar och valv dekormålades sedan efter Agi Lindegrens förslag. På 1960-talet togs åter frågan om de medeltida målningarna upp, och nu fanns det ett större intresse från församlingen att ta fram och restaurera målningarna. Byggnadsstyrelsen föreslog dock att det var värdefullt att kyrkorummets sekelskifteskaraktär bevarades tillsammans med målningarna från 1905, vilka hade hög konstnärlig kvalitet. Församlingen höll inte med utan valde istället att ta fram de medeltida målningarna.
Bevarade, men svårt skadade figurativa målningar finns på den norra väggen i den andra och tredje travén. I den andra finns en framställning av Jesse stamträd i form av ett stort träd med totalt 22 kungar och profeter med Jungfru Maria med Jesusbarnet i mitten längst ned och Jesus högst upp. Intill trädet står också tre apostlar: Jakob, Johannes och Petrus. Kalkmålningen överst i den tredje travén föreställer fastspikandet på korset och har en ovanligt rik utformning – den rikaste som är känd från landets medeltida kalkmåleri med detta motiv. Utöver Jesus syns här bland annat de båda rövarna som väntar på att bli korsfästa, de tre Mariorna vid korset och Johannes. Bilden under korsfästelsen är så när som en fragmentarisk stadsbild helt borta. I kyrkorummet finns även fem konsekrationskors från samma tid som de övriga målningarna.

## Inventarier
- En äldre dopfunt i sandsten från omkring 1200 står i tornrummet.[3]
- En bevarad medeltida stenplatta med fem invigningskors kommer troligtvis från ett tidigare altare. Det hittades 1970.[7]
- I kyrkan finns ett altarskåp från andra halvan av 1400-talet som är tillverkat i Nordtyskland. Det har två mittscener där den övre visar treenigheten med jungfru Maria och den undre korsnedtagningen. De omges av flera helgon och apostlar. Den övre mittscenen är unik i Sverige.[11] Troligtvis visar scenen Marias kröning, men hon har här bokstavligt kommit att ta plats framför den heliga treenigheten. Fadern utmärks genom sin storlek, medan Sonen och Den Helige Ande har gjorts med samma utseende, på vardera sida om Maria.[12]
- En altarring och predikstol, byggd av John Matzson 1642, står i gravkoret i öst som sedan 2021 används för gudstjänster.[6]
- Dopfunten, som för närvarande används, är tillverkad i grå täljsten och skänt till kyrkan 1653 av Nils Posse på Gäddeholm.[8]
- Nuvarande altaruppsats tillkom 1747. Tillhörande altartavla är målad av Lorens Pasch d.ä. och sattes in två år senare.[6]
- Nuvarande predikstol är byggd 1806 av Jonas Holmin i Kolbäck socken. Tillhörande timglas är från 1736.[8]
- Orgeln med 18 stämmor tillkom 1975 och är byggd av A Magnusson.[8]
- Kyrkan har flera ljuskronor. Storkronan om hela 40 pipor skänktes år 1905 av makarna Gustaf Erik Lewenhaupt och Eva Lovisa. Framför storkronan hänger en något mindre krona om 24 pipor, donerad 1747 av kyrkoherde Petrus Schiffer.[8]
- I tornet finns två klockor. Den största väger 1 265 kg och är gjuten 1791 av Olof Kiulander i Örebro. Den mindre väger 675 kg och är gjuten 1776 av Lars Björkman i Sala.[8]

## Galleri

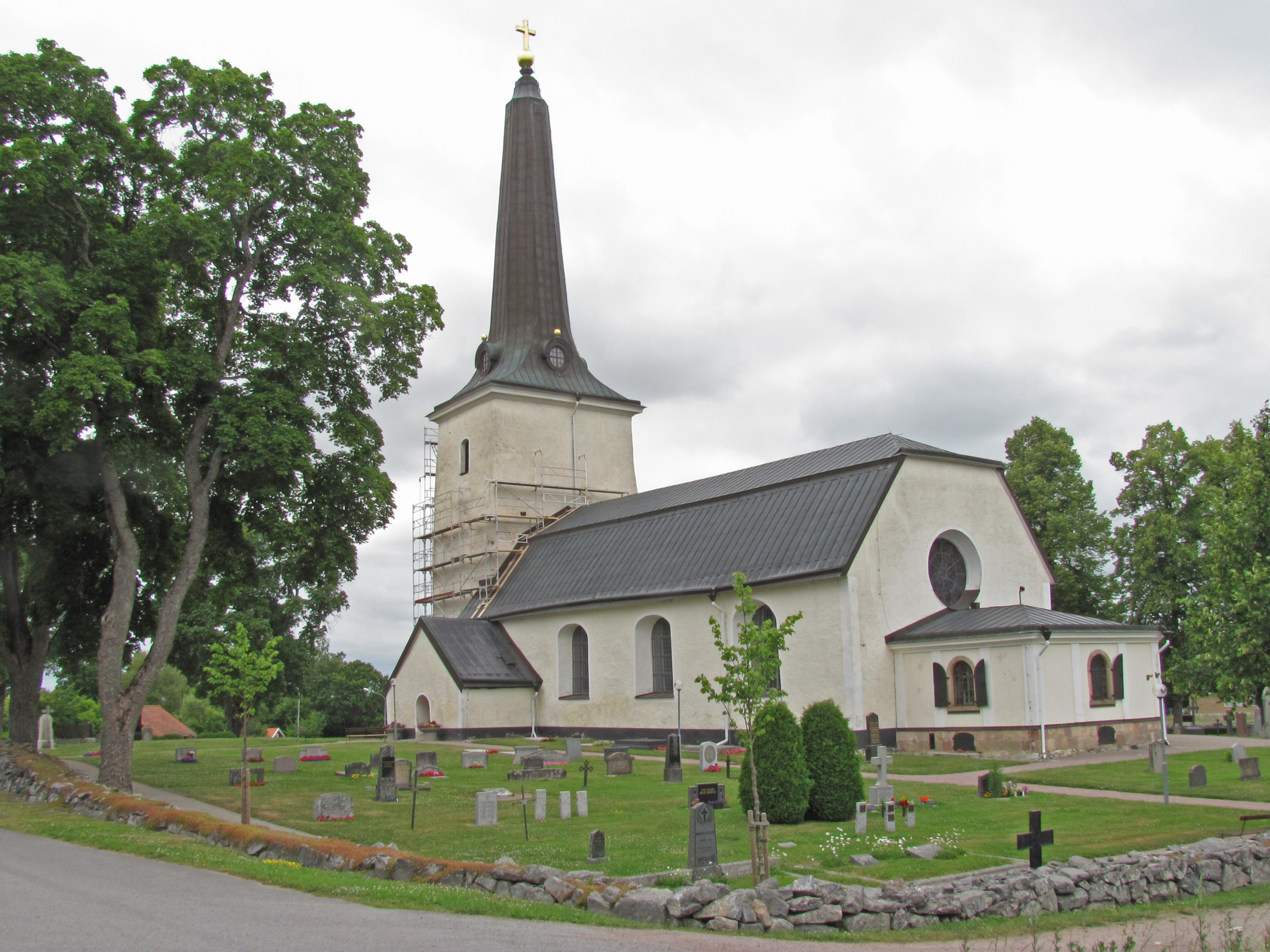
Irsta kyrka från sydost
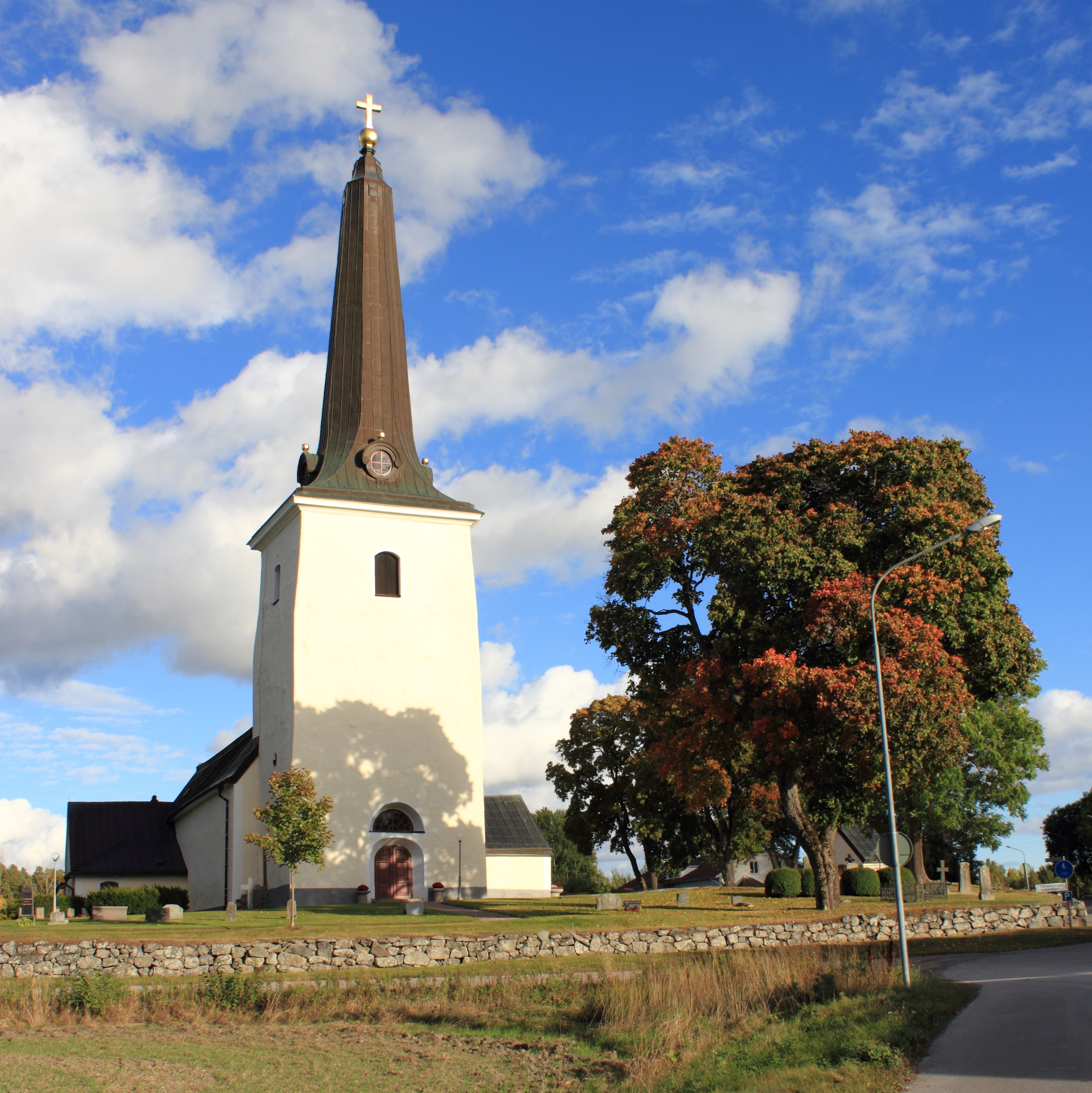
Irsta kyrka från väster
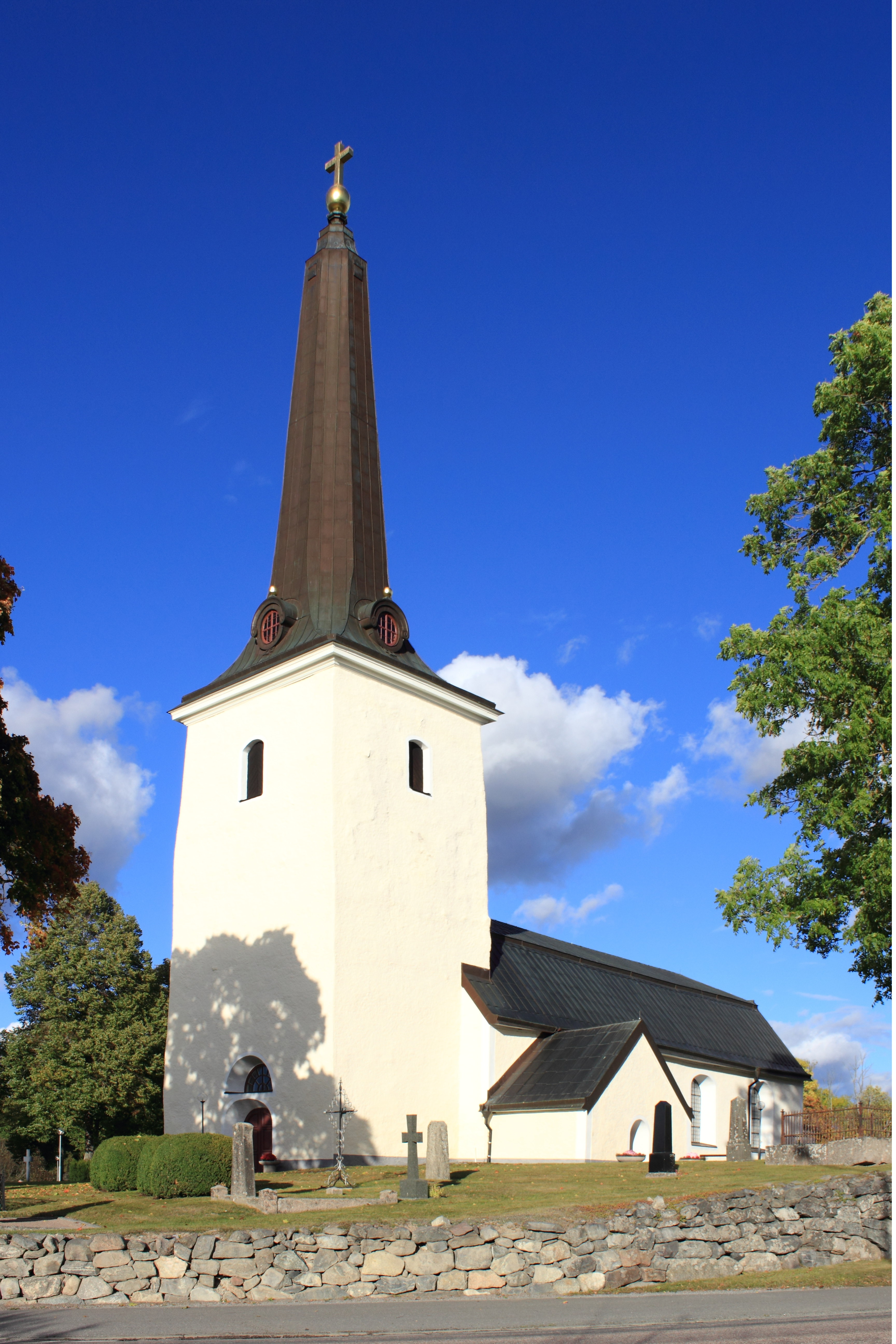
Irsta kyrka från sydväst
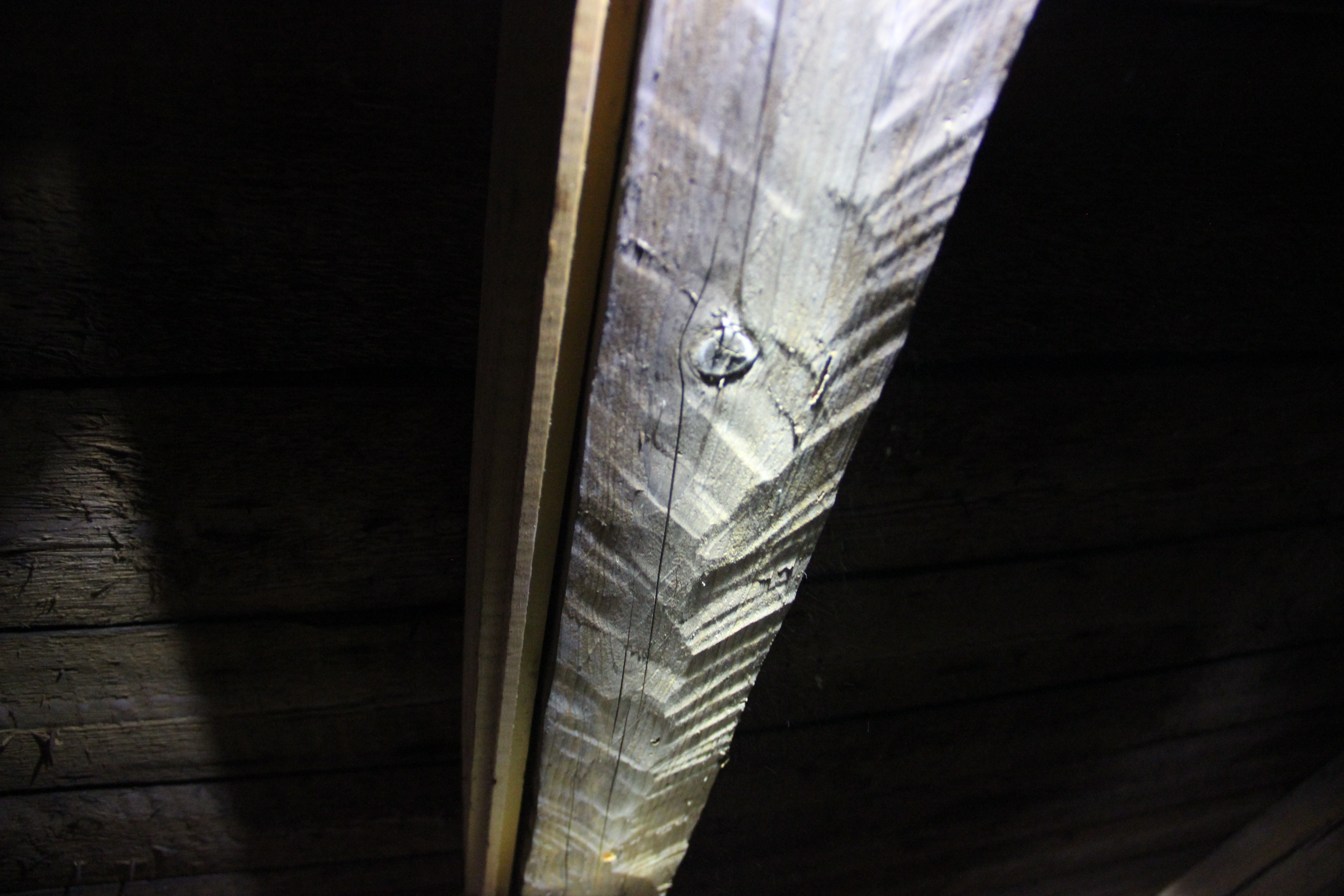
Yxspår i vapenhusets taklag
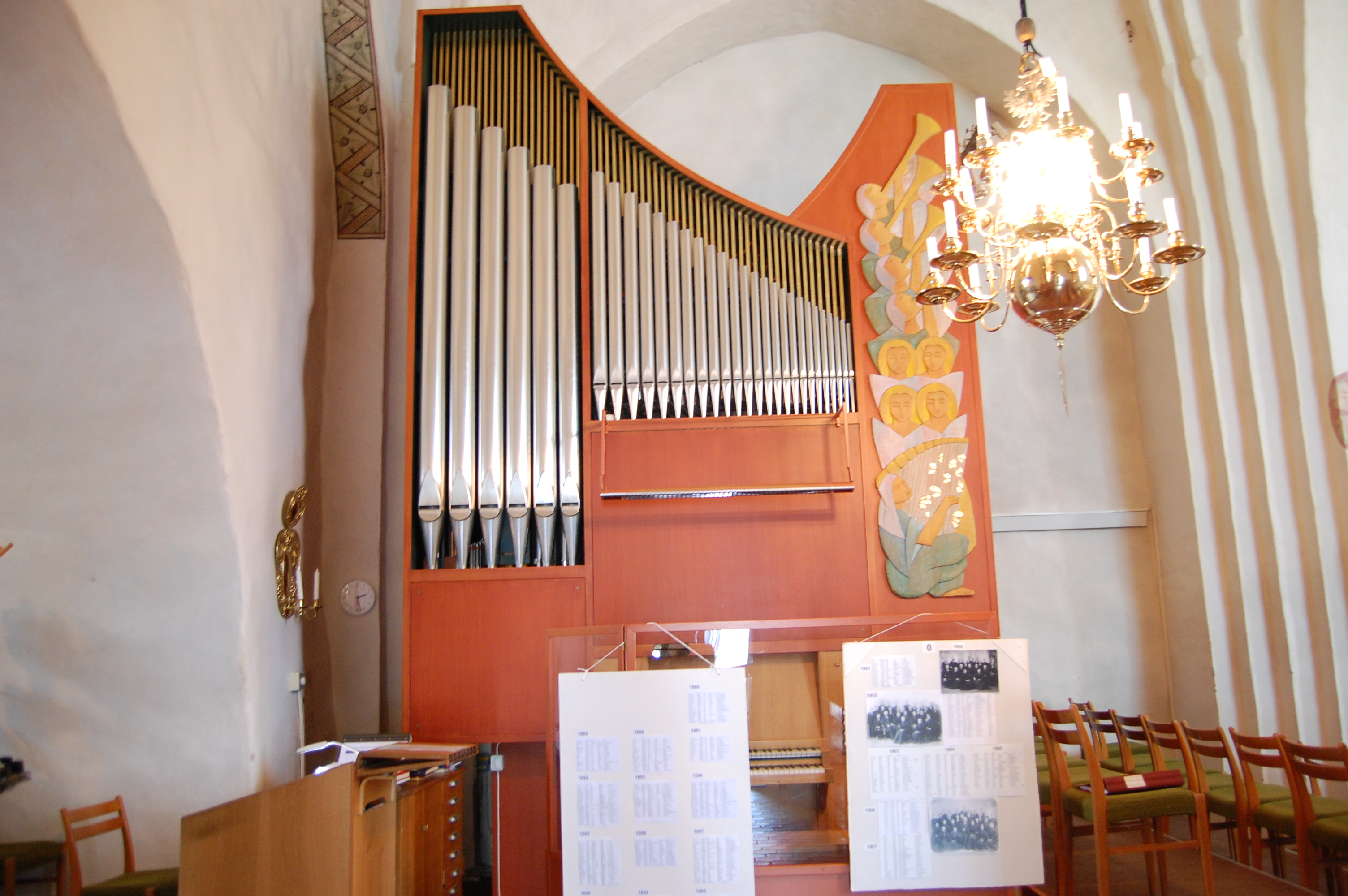
Irsta kyrkas kyrkorgel
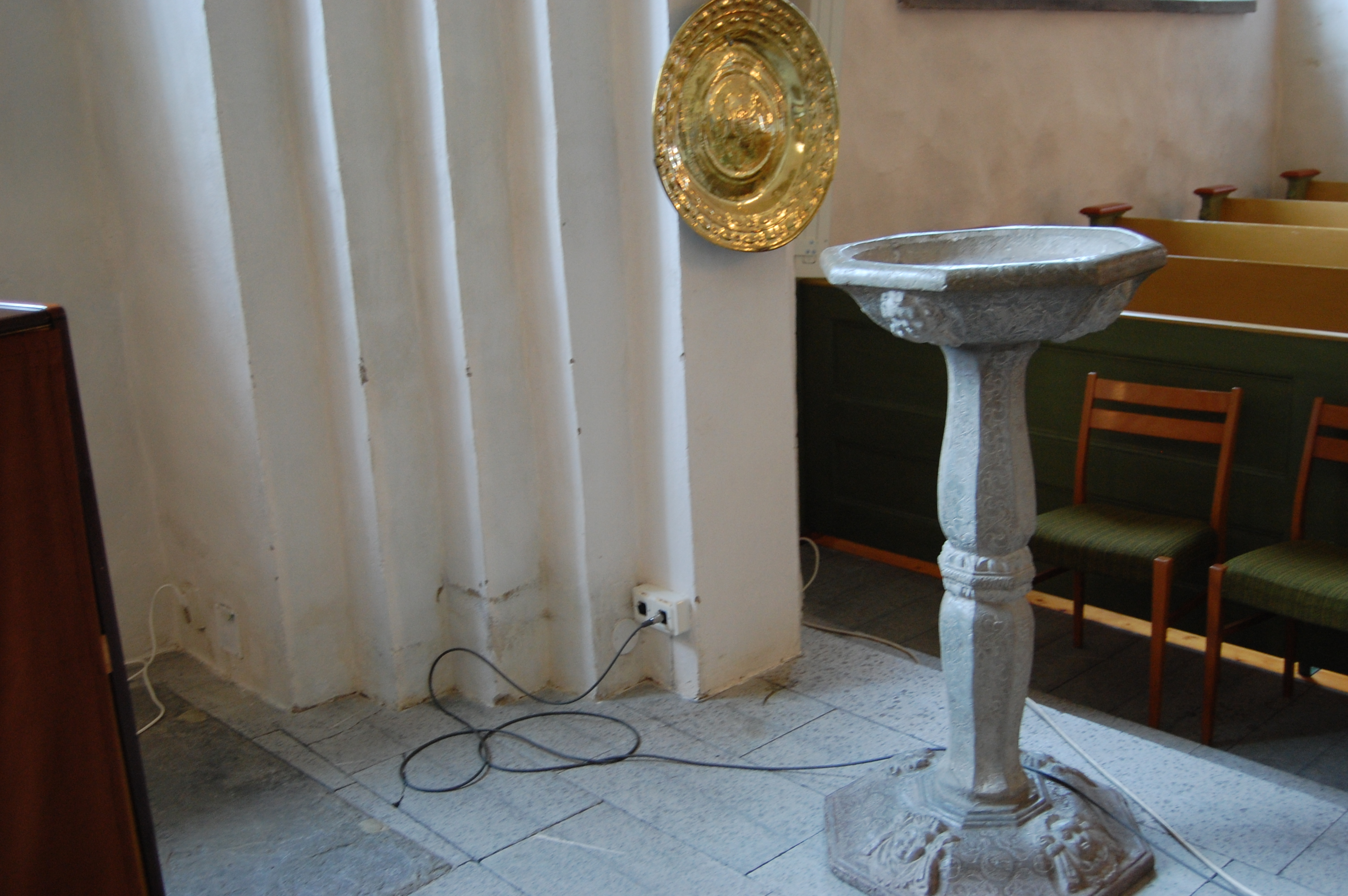
Irsta kyrkas dopfunt
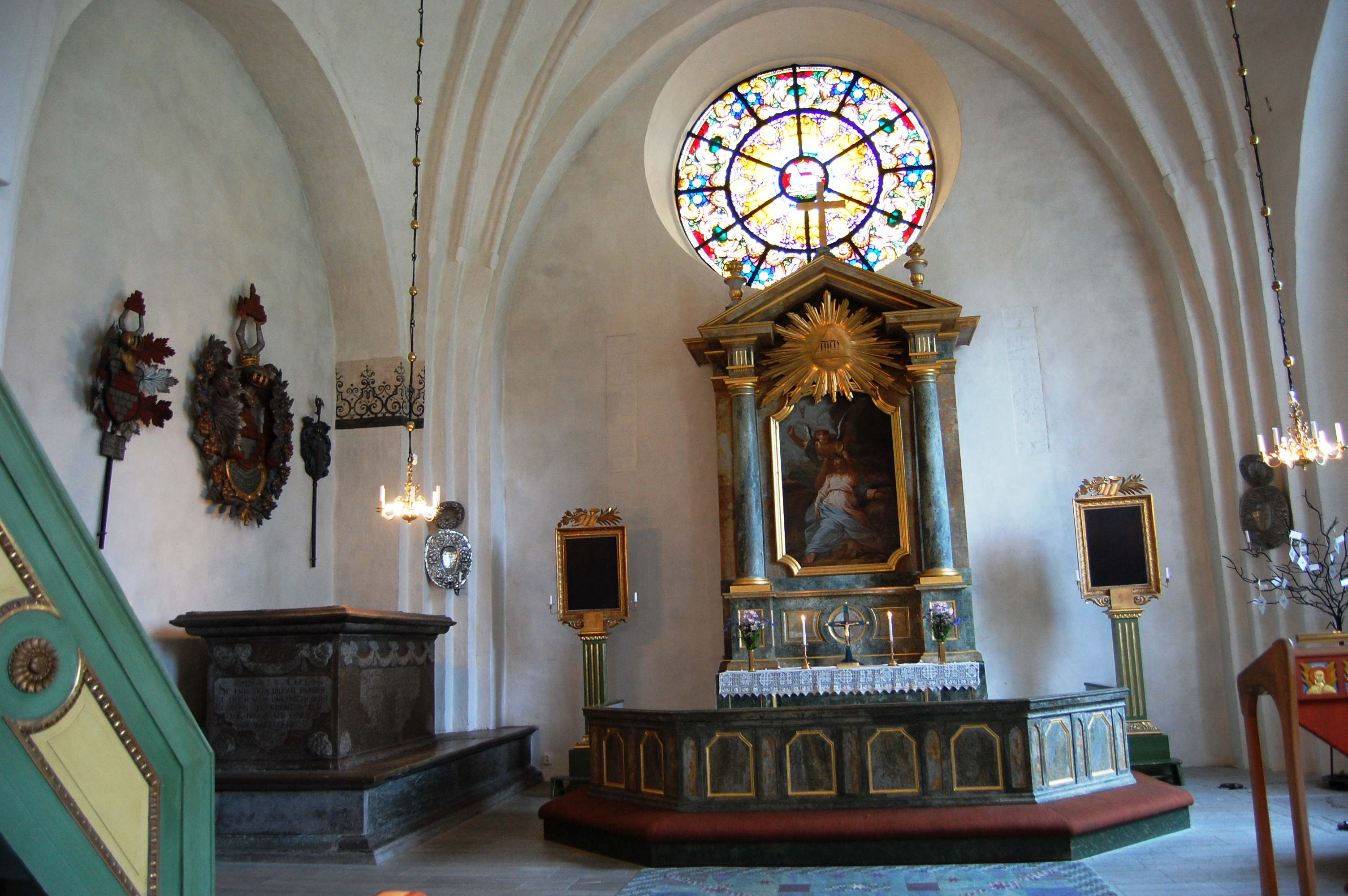
Irsta kyrkas altare
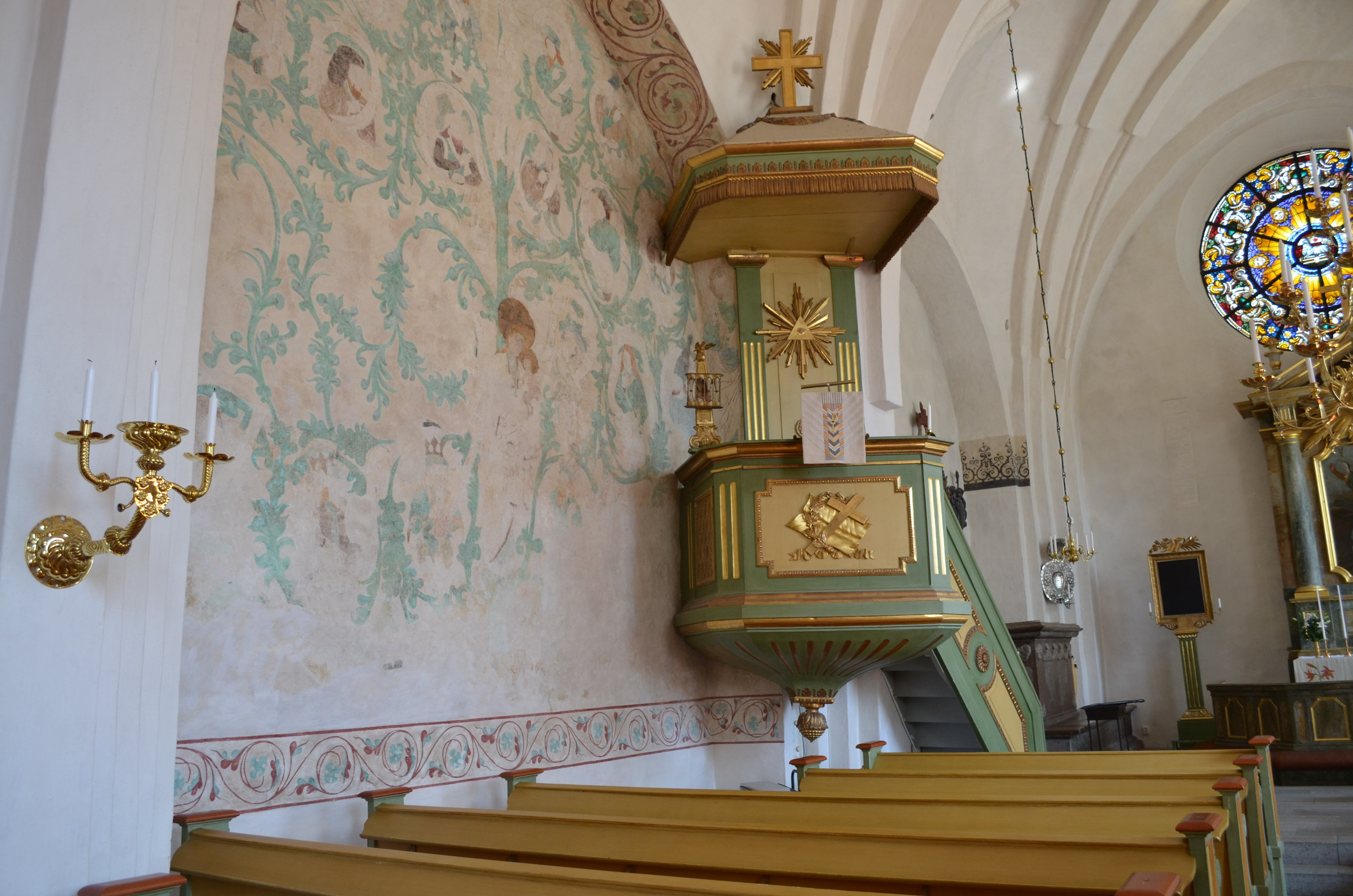
Irsta kyrkas predikstol
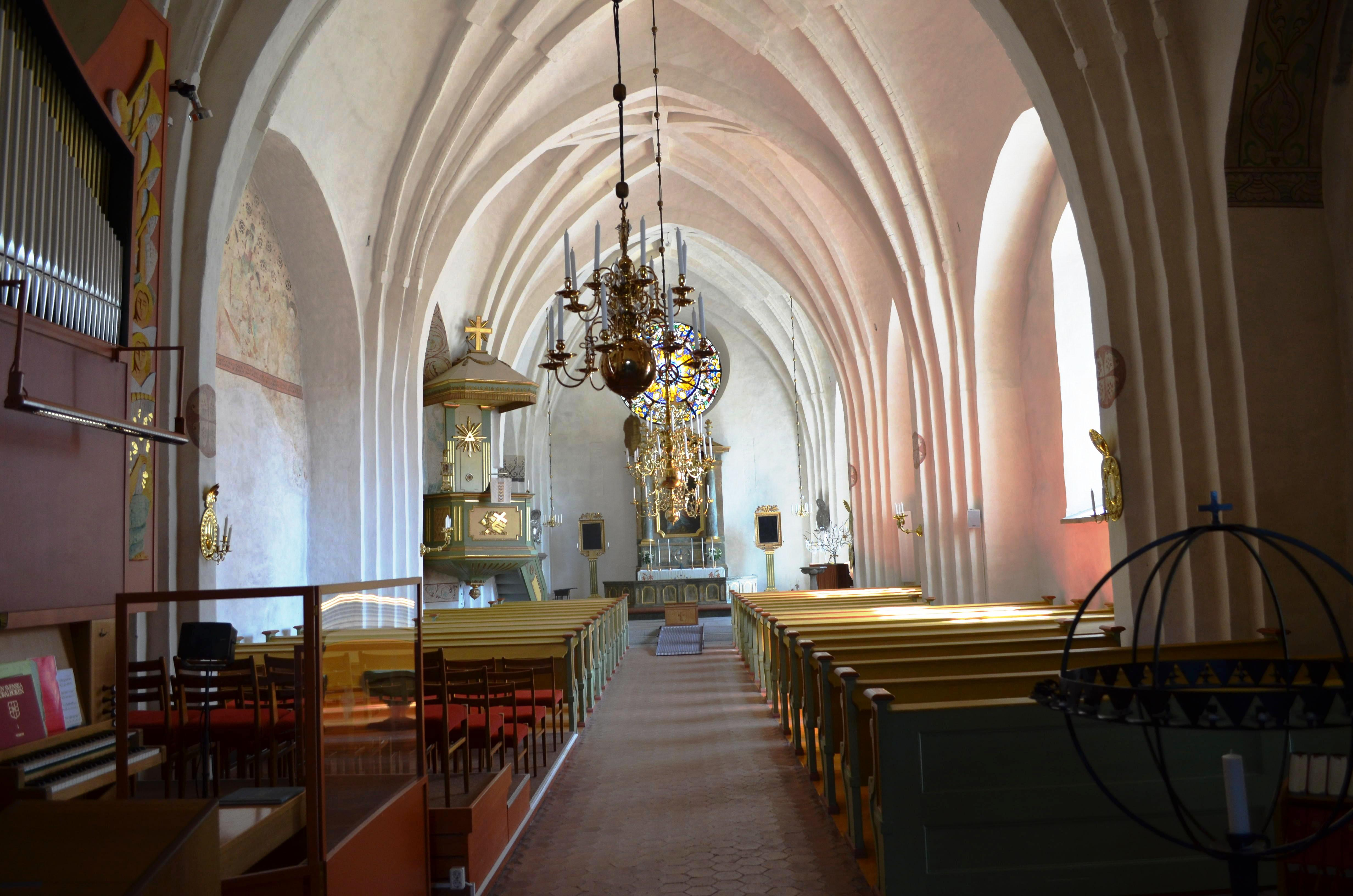
Irsta kyrkas kyrksal